# Oxypleurodon sanctaeclausi
Oxypleurodon sanctaeclausi is een krabbensoort uit de familie van de Epialtidae. De wetenschappelijke naam van de soort is voor het eerst geldig gepubliceerd in 2009 door Richer de Forges & Ng.